# Protaetia szechenyi
Protaetia szechenyi är en skalbaggsart som beskrevs av Imre Frivaldszky 1889. Protaetia szechenyi ingår i släktet Protaetia och familjen Cetoniidae. Inga underarter finns listade i Catalogue of Life.